# Villa di Pastine
Villa di Pàstine (o Castello di Pastine) è una villa in stile tardo rinascimentale del XV secolo con aggiunte barocche del XVII secolo, circondata da giardini all'italiana, vigneti e uliveti. La tenuta si trova in Strada di Vico nella frazione di Pastine a Barberino Val d'Elsa.

## Storia e descrizione
La villa venne costruita nel XV secolo sui resti di un fortilizio medievale distrutto nel 1260 dopo la vittoria ghibellina di Montaperti.
Nel Seicento fu ampliata, raggiungendo l'aspetto attuale, fatte salve alcune ricostruzioni del 1945 che hanno rimediato ai danni bellici. Nel corso dei secoli è appartenuta alle famiglie Serragli, Capponi, Torrigiani e Revedin. La struttura gode di una vista panoramica sulla tipica campagna del Chianti fiorentino. Risalta la giustapposizione dell'austerità del suo aspetto esterno prevalentemente del XV secolo con il suo raffinato interno evidenziato da affreschi del XVIII secolo.
Il "Castello" si trova su un poggio circondato da un giardino e i resti di un ampio parco. La torre nell'angolo sinistro della facciata è di origine medievale, inglobata nella successiva costruzione del XV secolo. In pianta, la villa ha una forma a "U" con due ali laterali protese verso il retro e al centro una doppia scalinata per accedere al piano nobile. Un ingresso ad arco, sotto una scalinata d'ingresso del XVII secolo, conduce ai locali del pianoterra.
Nel 1970, il Castello era in uno stato piuttosto rovinoso. Negli anni '90 fu acquisito da un industriale fiorentino. Nel corso di due decenni, la struttura e i suoi giardini sono stati restaurati salvaguardando molte caratteristiche storiche e utilizzati come residenza privata. A inizio anni 2020, a seguito di un cambio di proprietà, gli interni del Castello sono stati ristrutturati dall'arredatore d'interni australiano Cameron Kimber. 

### Pellegrinaggio sulla Via Francigena

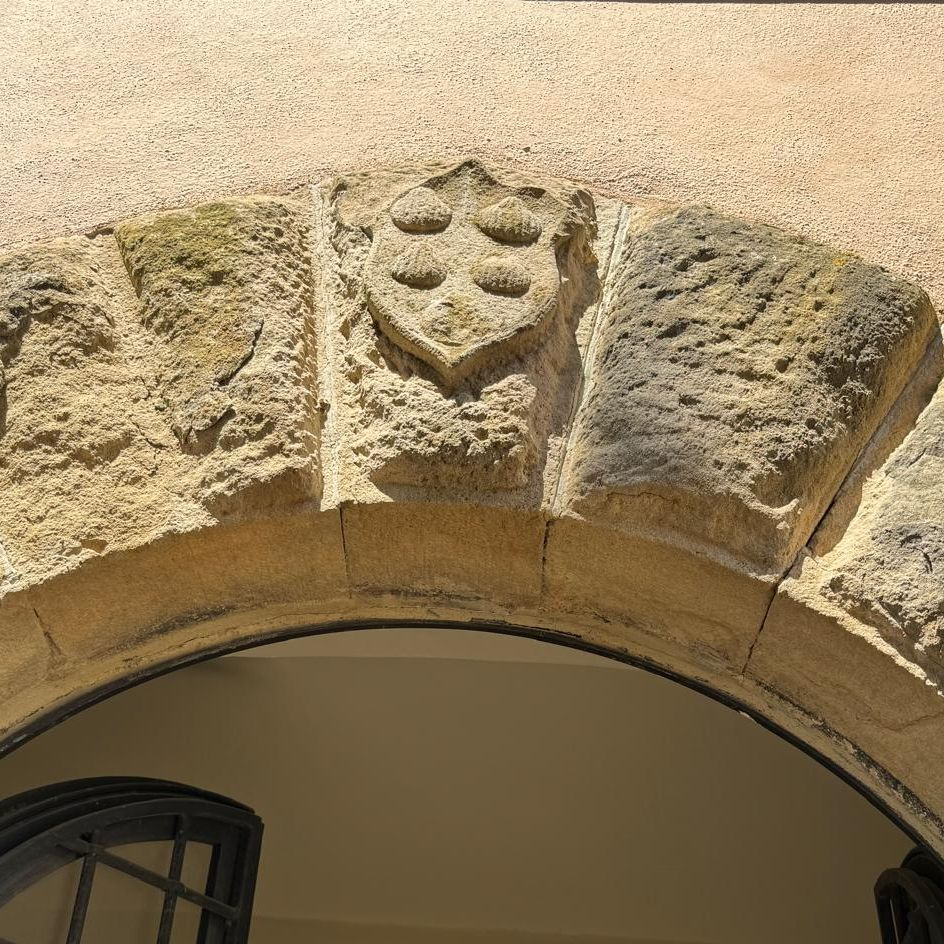
Stemma con conchiglie

Durante l'XI e il XVI secolo il castello fu visitato dai pellegrini come luogo di riposo durante il tragitto da e per Roma durante il pellegrinaggio sulla Via Francigena. 
Il rapporto della villa con il Camino è indicato dallo stemma del XV secolo, raffigurante cinque conchiglie di capesante, che appare sopra ogni ingresso della originaria torre fortificata e all'ingresso del piano nobile, e che deriva da un simbolo iconico associato allo spagnolo Cammino di Santiago. La conchiglia di capesante è inoltre associata a Venere, raffigurata nelle statue di Antonio Carra e Giovanni Ferrari situate nei giardini del castello.

## Architettura
La parte anteriore della villa e il suo primo terrazzo sono orientati a est e il viale dei cipressi è direttamente allineato con la Pieve di Sant'Appiano, una delle più antiche chiese cristiane sopravvissute in Toscana, che può essere vista dall'ingresso del piano nobile del Castello. La villa ha due ali laterali: l'ala meridionale (rivolta verso San Gimignano) e l'ala settentrionale (rivolta verso la Cappella di San Michele Arcangelo a Semifonte). Queste due ali intersecano una doppia scalinata costruita nel XVII secolo che accede al piano nobile attraverso una serie di doppie porte. Un ingresso ad arco sotto quella scalinata conduce alla sala principale dove i nobili proprietari del Castello riscuotevano gli affitti dagli affittuari della tenuta dal XV al XIX secolo. Questa sala è collegata al piano nobile con una grande scalinata costruita in pietra serena su progetto di Giovanni Michelazzi. Le stanze degne di nota del Castello includono una "sala da pranzo intima" con affreschi murali del XVIII secolo, restaurati nel 2024, che rappresentano la foresta nativa della tenuta e colorati con pigmento giallo ocra originariamente raccolto dai terreni della tenuta; una Sala delle Porcellane con una significativa collezione di porcellane Imari del XVIII e XIX secolo; una biblioteca costruita all'inizio del XX secolo nello stile di metà del XIX secolo. La collezione di beni artistici del Castello comprende manufatti appartenuti a ciascuna delle famiglie storiche proprietarie della tenuta e spazia da esempi dal tardo periodo etrusco all'inizio del XX secolo.

## Giardini e parco

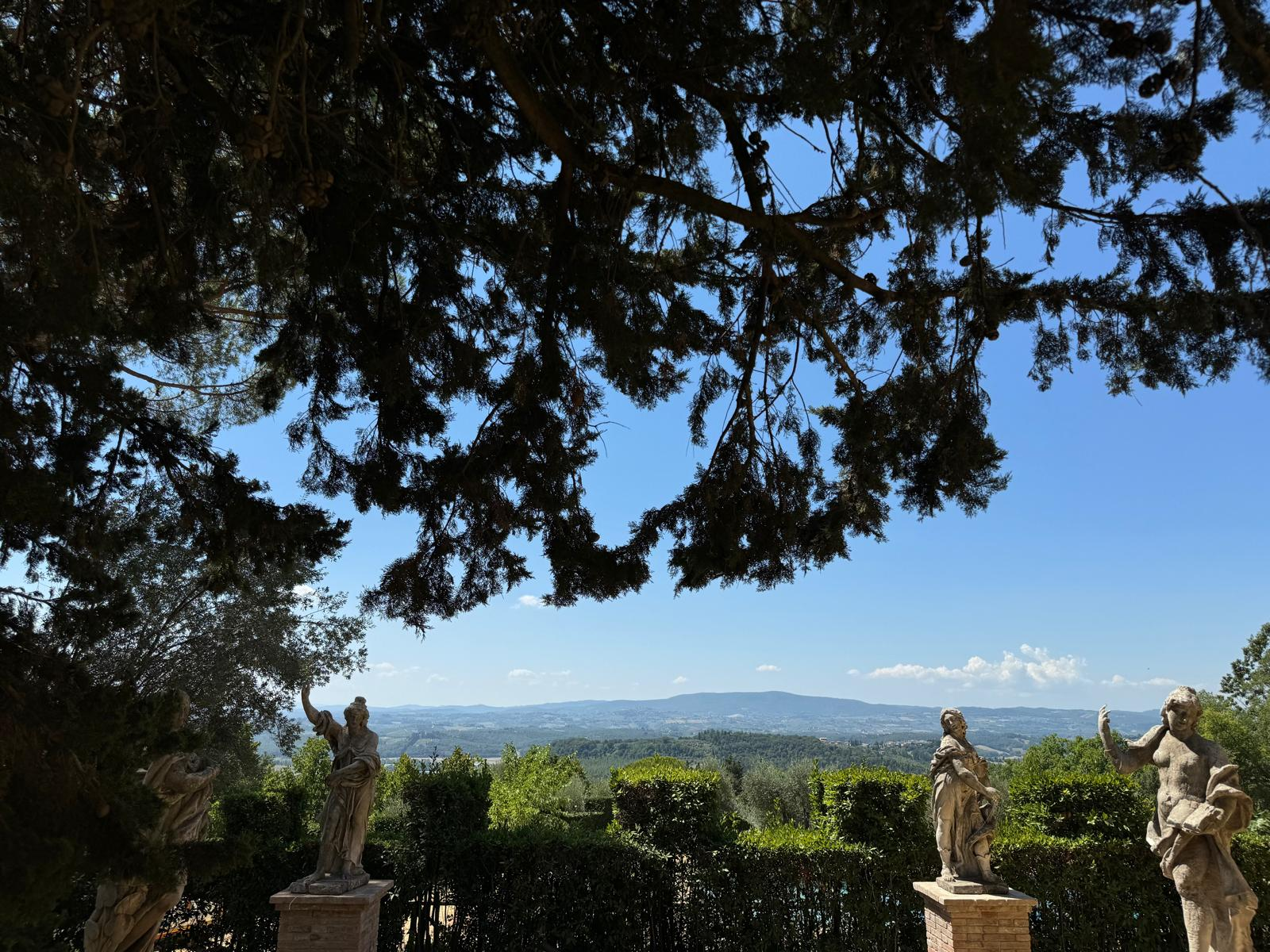
Statue nel giardino della Villa di Pastine e vista sulla campagna circostante

La pianta dei giardini del Castello di Pastine è in stile giardino all'italiana, incentrato sull'asse principale della facciata orientale della villa. Sulla terrazza della facciata anteriore si trova un giardino di agrumi in vaso, accentuato da arte topiaria e statue attribuite ad Adamo Tadolini e Dionisio Lazzari. Questo asse è seguito lungo un viale di cipressi mediterranei fino alla base della collina e interseca una fontana con una statua di Venere attribuita a Giovanni Ferrari. Sull'asse della facciata occidentale si trova un giardino di corte che si affaccia su una colonica. Questo giardino di corte è incentrato su una scultura commissionata nel 2022 a Serge Bottagisio e Agnes Decoux di Les Botta. La facciata meridionale presenta un prato di sculture impreziosito da statue del XVII secolo di Antonio Carra e statue del XVIII secolo di Alessandro Calegari e Gelfino Calegari.